# Chondrosum elatum
Chondrosum elatum är en gräsart som först beskrevs av John Raymond Reeder och Charlotte Goodding Reeder, och fick sitt nu gällande namn av Clayton. Chondrosum elatum ingår i släktet Chondrosum och familjen gräs. Inga underarter finns listade i Catalogue of Life.